# Orde de la Bandera Roja del Treball (Mongòlia)
L'Orde de la Bandera Roja del Treball (mongol: Хөдөлмөрийн гавьяаны улаан тугийн одон) era la condecoració civil més alta de les concedides per la República Popular de Mongòlia. L'orde es va establir en 1926, mitjançant un decret del Presidium del Petit Khural i el Consell de Ministres de la República Popular de Mongòlia, com contraparte civil de la militar Orde de la Bandera Roja. Va ser creat com a anàleg a la condecoració soviètica de l'Orde de la Bandera Roja del Treball.
Es van atorgar al voltant de 300 medalles del tipus I, al voltant de 1.100 del tipus II i al voltant de 4.000 per als tipus III i IV.

## Història
En 1926, per analogia amb la condecoració soviètica de l'Ordre de la Bandera Roja del Treball, es va establir un orde en la República Popular de Mongòlia, atorgada per gestes laborals a ciutadans i organitzacions. Inicialment, l'orde es va dir "Per Mèrit Civil" (mongol: Бичгийн гавьяаны одон), en 1940 l'orde va començar a cridar-se "Per Mèrit en l'Economia" (mongol: Аж ахуйн гавьяаны одон), i finalment en 1945 l'orde va rebre el seu nom definitiu (Orde de la Bandera Roja del Treball).

## Estatut
A pesar que l'Orde de la Bandera Roja del Treball es concedeix des de 1926 no va ser fins al 16 de maig de 1941, quan es va aprovar l'estatut de l'Orde, en la secció III de la Resolució del Presidium del Petit Jural (parlament) i el Consell de Ministres de la república Popular de Mongòlia No. 26-27.
Segons la citada resolució del Presidium del Petit Jural, l'Orde de la Bandera Vermella del Treball de la República Popular de Mongòlia s'atorga a:
- Els treballadors, empleats i altres ciutadans que hagin aconseguit assoliments notables mitjançant un treball honest en el desenvolupament de la ramaderia, la indústria, la cultura, l'atenció de la salut i altres sectors de l'economia nacional de la República Popular de Mongòlia.
- Les organitzacions i institucions industrials i administratives individuals que, complint amb èxit el pla estatal i aconseguint un èxit notable en l'organització del treball, asseguren l'enfortiment del poder econòmic de la República Popular de Mongòlia.

## Descripció
L'Orde ha canviat repetidament el seu disseny al llarg dels anys, a causa del canvi en el nom i els símbols estatals: així existeixen quatre tipus bàsics que es corresponen als anys 1926, 1940, 1945 i 1970. Així mateix en 1961 es va canviar la barra de la cinta del passador.

### Cinta del passador
Per a l'ús diari, tenia un símbol en forma de barra.
Fins a 1961, la barra de l'orde era de metall rectangular, recoberta d'esmalt de colors. Des de 1961, les tires d'esmalt van ser reemplaçades per tires cobertes amb cinta de seda de moaré en els colors.